# Naprej zastava slave
"Naprej zastava slave", (Português "Avante, bandeira da glória") é um poema em esloveno e o antigo hino nacional esloveno. O poema é de Simon Jenko e a música de Davorin Jenko feita em 16 de maio de 1860.
Quando a Eslovênia tornou-se parte do Reino dos Sérvios, Croatas e Eslovenos (Reino da Iugoslávia depois de 1929), a primeira estrofe desse hino formava parte do hino do reino junto com o Bože pravde, hino da Sérvia e o Lijepa naša domovino. Posteriormente, após a queda da monarquia, o hino do reino foi substituído pelo Hej Sloveni. Como hino esloveno, o Naprej zastava slave esteve em uso até os anos '80, quando começou a ser paulatinamente substituído pelo Zdravljica, escrito pelo poeta France Prešeren (música por Stanko Premrl). O Naprej zastava slave continua como hino do Exército Esloveno.
Davorin Jenko também compôs o hino sérvio Bože pravde (Deus de justiça).

## Letra
| Naprej zastava Slave Naprej zastava Slave, na boj junaška kri za blagor očetnjave naj puška govori! Z orožjem in desnico, nesimo vragu grom, zapisat v kri pravico, ki terja jo naš dom. Naprej zastava Slave, na boj junaška kri, za blagor očetnjave naj puška govori! Draga mati je prosila, roke okol vrata vila, je plakala moja mila, tu ostani ljubi moj! Zbogom mati, ljuba zdrava, mati mi je očetnjava, ljuba moja čast in slava, hajdmo, hajdmo, zanjo v boj! Naprej zastava Slave, na boj junaška kri, za blagor očetnjave naj puška govori! Naprej! Naprej! |